# Chíviri
El chíviri es una fiesta de interés turístico en la que miles de personas se visten con trajes tradicionales y cantan y bailan formando corros al ritmo de canciones populares. Se celebra en la Plaza Mayor del pueblo español de Trujillo el Domingo de Pascua, como culminación de la Semana Santa Trujillana.
El lunes siguiente (Lunes de Pascua) es día festivo en el pueblo y se tiene la costumbre de ir a comer al campo.

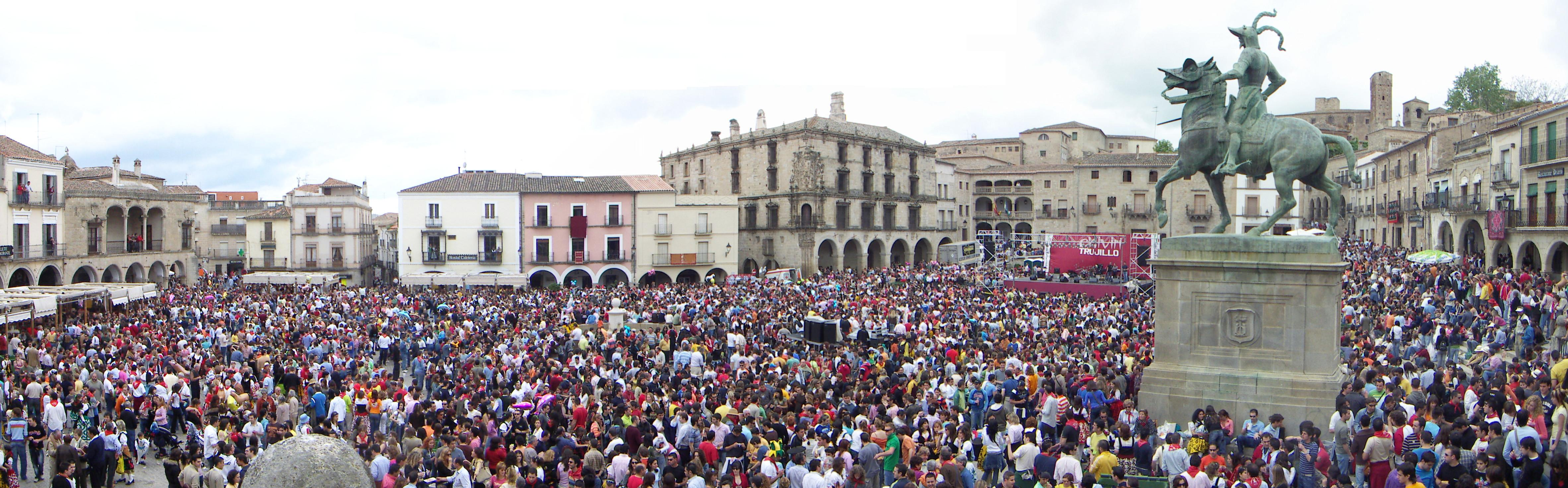
Panorama de la Plaza Mayor durante la fiesta

## Traje típico
Los asistentes acuden ataviados con un pañuelo rojo anudado al cuello o con el traje típico trujillano: refajo picado o pollera para las mujeres y chambra para los hombres.

## Historia
La fiesta ha ido evolucionando desde sus orígenes hasta la que celebramos hoy en día.
Desde principios del siglo XIX, al terminar el invierno la población celebraba el Chíviri encontrándose en la Plaza Mayor para celebrar el Domingo de Pascua. Ese domingo se llevaba ganado a la Plaza para hacer compras y ventas. Los solteros de la ciudad probaban suerte buscando pareja. 
Entre 1917 y 1936, Gregorio Rubio Mariño, conocido popularmente como Goro, compuso varios poemas y coplillas para las murgas y comparsas de Carnaval. Con el paso del tiempo, esas canciones se fueron haciendo más y más populares, y se empezaron a cantar en la fiesta. Hoy en día, es una orquesta la que interpreta un popurrí formado por estas coplas, entre otras letras populares. 
Desde el año 2000 un fotógrafo local realiza instantáneas de la fiesta y sus asistentes y las pone a disposición del público en su web, chiviri.com. En 2011 fue retransmitido por primera vez en directo a través de la televisión comarcal Comarcalia TV. En 2012 la Junta Local de Seguridad acordó prohibir la entrada de vidrio a la Plaza Mayor e incrementar el número de personas encargadas de la vigilancia y la seguridad.

## Canciones
Las canciones del Chíviri son conocidas por todos los trujillanos y visitantes. Una de las más populares es lleva el nombre de la fiesta, y dice:

Que Trujillo por las Pascuas yo no sé lo que parece,
ay, chiviri, chiviri, chiviri, ay, chiviri, chiviri, chon. 
Que vienen los forasteros y se cuelan como peces,
ay, chiviri, chiviri, chiviri, ay, chiviri, chiviri, chon
Letra de Gregorio Rubio Mariño (Goro)

Otra muy conocida es Trujillo de mi corazón:

Trujillo es el pueblo más bello de España.
Aquel que lo dude que pase por él,
que venga y compruebe que a nadie se engaña,
que aquí se derrama la sal a granel.
Trujillo, Trujillo de mi corazón,
te quiero, te adoro
porque eres tesoro

sin comparación.
Letra de Gregorio Rubio Mariño (Goro)

Otras canciones que se cantan y bailan son Y por ser la aplicadita, Cuando yo me muera, Rafael de mi vida y El aldeano tiró. La canción de despedida, que cierra la fiesta hasta el próximo año es Trujillo de mis amores.